# Bjerkom
Bjerkom var en by i Sjundeå i det finländska landskapet Nyland. Bjerkom uppträder i Sjundeåurkunderna mellan 1529 och 1592 alternerande med Dansbacka och Vejans. Formen på -om är en dativ pluralis som har fått specialfunktion i nyländska bebyggelsenamn. Utgångsordet är här birke, alltså björk. Bjerkom skall sammanhållas med Norrbirke och Söderbirke, bägge numera försvunna namn.